# 新加坡海軍基地

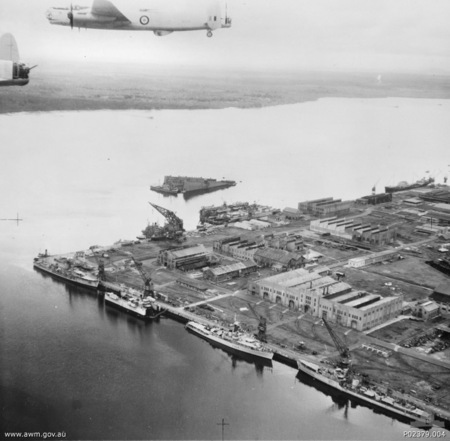
一架澳洲皇家空軍的阿弗羅Avro 林肯轟炸機飛行於新加坡海軍基地上空。（攝於1953年6月）

新加坡海軍基地（英語：Singapore Naval Base），全名「新加坡-女王陛下海軍基地」（Her Majesty's Naval Base, Singapore）或「新加坡-國王陛下海軍基地」（His Majesty's Naval Base, Singapore），俗稱「勝寶旺海軍基地」或「三巴旺海軍基地」（Sembawang Naval Base），是位於新加坡北端之三巴旺地區的一個海軍基地，擴建之前為一個軍港，乃英國皇家海軍的陸上設施，也是兩次世界大戰中大英帝國的海軍國防政策（即新加坡戰略）在遠東的一個基石。

## 歷史
第一次世界大戰之後，英國政府提供了大量物資並擬在新加坡建立一個海軍基地，來威懾野心勃勃的日本帝國。

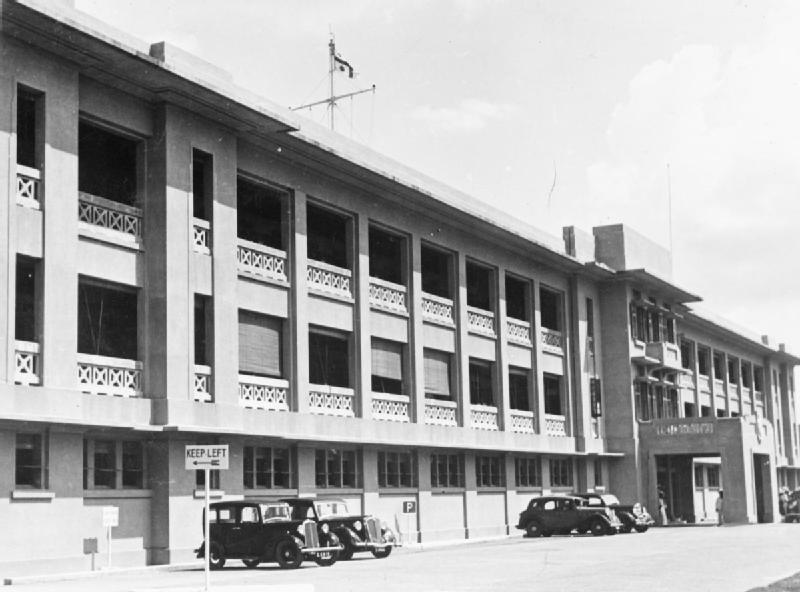
新加坡海軍基地的英國皇家海軍辦公樓，也是其中國艦隊總司令與馬來亞海軍少將 (英國)的指揮總部。

### 為英聯邦而續存
在1971年英軍撤離新加坡後，該海軍基地移交給新加坡政府，並於1968年改建成商用船塢，即後來的勝寶旺造船廠（Sembawang Shipyard），今屬新交所上市公司勝科海事的一部分。

### 為美國而續存
新加坡不僅為美國提供後勤支援，還為美國空軍第497戰鬥訓練中隊提供基地設施及相關配套、後勤與支援服務。該中隊的飛行任務主要圍繞巴耶利峇空軍基地展開，體現了新加坡在區域防務合作中的重要作用。
根據1992年新加坡與美國公佈的一份1990年協定內容顯示，以海軍及空軍為主的美軍部隊已經在使用三巴旺的相關基地設施。其中，美國第73特遣部隊（頭銜：西太平洋後勤群司令）自1992年起便以三巴旺為總部，專為美軍第七艦隊在太平洋和東南亞的行動任務提供後勤支援等服務。

### 印度海艦之訪問
自2002年起，新加坡將向印度海軍和在馬六甲海峽為美國軍艦護航的印度巡邏艇提供三巴旺港口（Sembawang Port）的原則性訪問權限。

## 設施

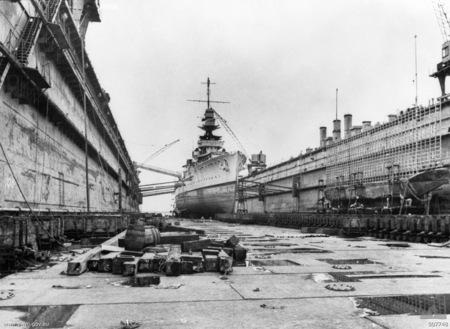
一艘英國戰艦停靠在新加坡海軍基地的「海部九號」浮動旱塢內。（攝於1941年9月）

### 海部九號浮動旱塢
「海部九號」浮動旱塢（Admiralty IX Floating Dry Dock）位於該基地範圍內，是當時全球第三大建築項目。

### 喬治六世清潔塢
「喬治六世」清潔塢（King George VI Graving Dock）完工於1938年2月，總長超過300米，是當時全球最大的旱塢。在1942年日本皇軍逼近新加坡之時，其船塢大門已被強風吹走，而機械設備也有所損毀。隨後，該清潔塢被日軍修復並使用於整個戰爭階段，直到1944年至1945年初遭受盟軍空襲後宣告停用。

## 另見
- 新加坡日佔時期
- 轰炸新加坡 (1944年－1945年)
- 英國軍事史
- 英國遠東司令部（英语：British Far East Command）
- 遠東艦隊
- 遠東戰略預備隊（英语：Far East Strategic Reserve）
- 勝科海事
- 第497戰鬥訓練中隊（英语：497th Combat Training Flight）
- 第73特遣部隊/西太平洋後勤組司令（英语：Task Force 73）

## 外部連結
- 《勝寶旺海軍基地 （页面存档备份，存于）》簡介，由新加坡國家圖書管理局（英语：National Library Board）提供。